# 足利安王丸
足利 安王丸（あしかが やすおうまる）は、室町時代中期の人物。関東公方足利持氏の子。

## 略歴

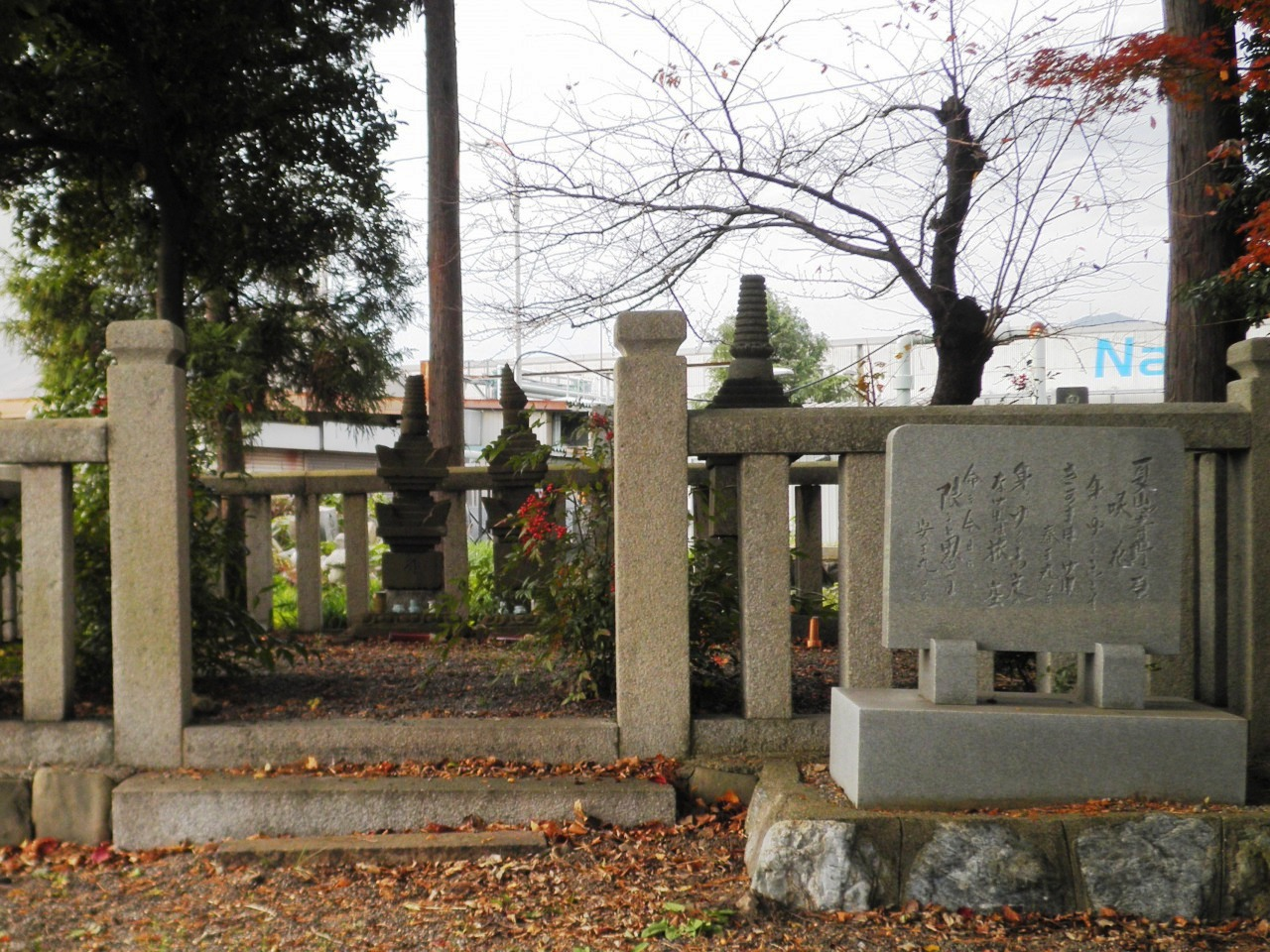
春王・安王の墓と辞世の句碑（岐阜県不破郡垂井町）

父の持氏が室町幕府将軍足利義教に反抗した末に、永享11年（1439年）に自害に追い込まれる（永享の乱）と、兄の春王丸とともに下野国日光山に潜伏する。後に密かに結城氏朝に居城結城城に匿われ、義教が自身の子を関東公方に就けようとしたことに反対する氏朝に擁立され籠城するが（結城合戦）、上杉持房を総大将とする幕府軍により落城する。春王丸とともに長尾因幡守に捕らえられ、京都護送中に義教の命令により兄とともに美濃国垂井宿の金蓮寺にて殺害される。享年11。
辞世の歌は「身の行衛 定めなければ 旅の空 命も今日に 限ると思へば」。

## 研究
『関東合戦記』・『北条記』・『足利系図』・『寛政重修諸家譜』などの多くの史料では春王丸が兄だが、『永享記』では安王丸を兄としている。また、渡辺世祐は『関東中心 足利時代之研究』において、当時出された文書が安王丸の署名で出されていることと『結城戦場記』の記述から安王丸を兄とし、多くの史料が「春王丸・安王丸」の順に記すのは語呂が良いためであり、実際の兄弟の順では無いのではないかと述べている。ただし、『東寺執行日記』嘉吉元年4月16日条のように「十一歳安王殿・十二歳春王殿」と年長である春王丸を後ろに記載した記録もあり、何らかの事情で安王丸の方が年下でありながら主将として擁立されていた可能性もある。
近年、長塚孝は簗田一門の簗田景助が安王丸の代官に就いてこれを補佐していることから簗田氏が外戚として後見してきたのは春王丸ではなく安王丸であったとして、『古河公方系図』に記された春王丸の母を簗田河内守とする記述は誤記であり、簗田河内守に比定されてきた簗田助良（軍記物では満助）の姪である「養寿」が安王丸・万寿王丸（成氏）兄弟の生母であるとすると推測する（春王丸の母は持氏に仕えた中臈もしくは下臈で、実家の家格は奉公衆以下であったと推測する）。安王丸が結城合戦の主将に立てられたのも、春王丸・安王丸の死後に万寿王丸が最終的に持氏の後継者として鎌倉公方に就任したのも母親の出自の高さが理由であったとしている。
なお、長塚によれば、『年代記配合抄』などに兄弟が「俊王丸・康王丸」の名前で記載されているのは、同音の別表記であると考えられ、俊＝春＝「しゅん」・康＝安＝「やす」と見て、兄弟の名前は「しゅんおうまる」と「やすおうまる」と読むのが正しいとしている。また、『足利家通系図』に記載された成氏の誕生日「永享3年4月2日」は同母兄と推測される安王丸の誕生日が誤って記載されたものであるとしている。